# 血管疾病
血管疾病是人体循环系统的动脉和静脉的一类血管疾病。血管疾病是心血管疾病的一个亚组。庞大的血管网络中的疾病会导致一系列健康问题，有时会变得严重。

## 类型
血管疾病可分為數種類型，症状因疾病类型而异。类型包括：
- 红斑性肢痛病 - 一种罕见的外周血管疾病，其症状包括灼痛、体温升高、红斑和肿胀，通常会影响手和脚。[3]一名77岁女性的红斑性肢痛

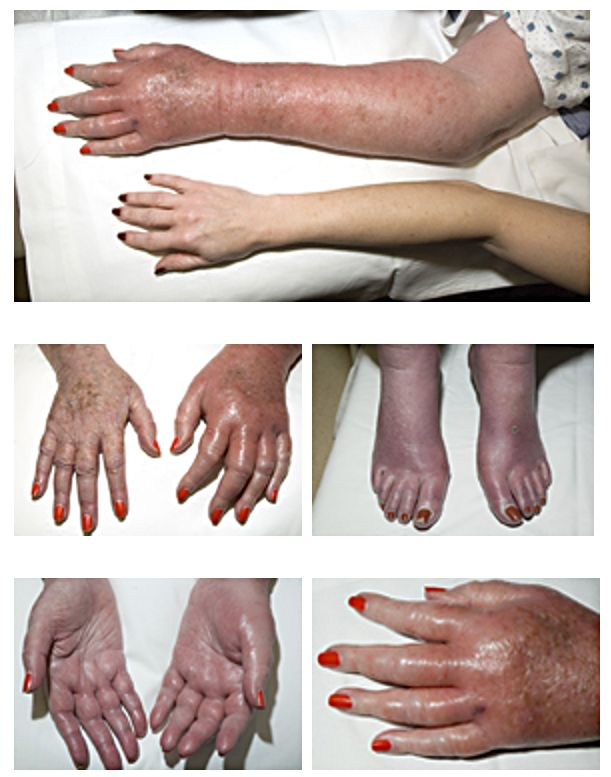
一名77岁女性的红斑性肢痛

- 周边动脉疾病 - 当动脉粥样硬化斑块在为手臂和腿部供血的动脉中积聚，导致动脉变窄或阻塞时，会发生动脉粥样硬化斑块。[4]
- 肾动脉狭窄 - 将血液从主动脉输送到肾脏的肾动脉变窄。[5]
- 血栓闭塞性脉管炎 - 小血管发炎和肿胀，导致血管变窄或被血栓阻塞。[6]
- 雷诺氏综合征 - 一种罕见的外周血管疾病，当一个人寒冷或承受压力时，会导致手指和脚趾的外周血管收缩。[7]
- 弥散性血管内凝血 - 广泛激活小血管中的凝血。[8]
- 脑血管疾病 - 一组影响脑功能的血管疾病。[9]

## 发病机制

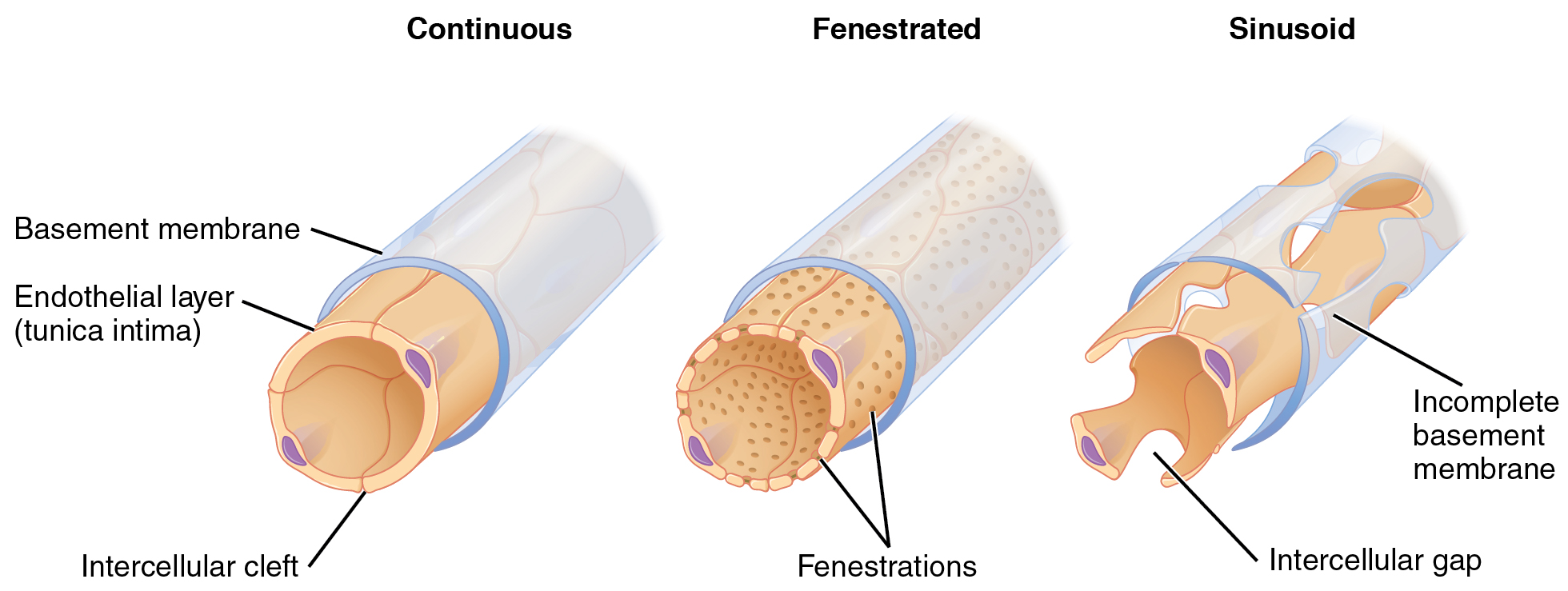
内皮排列在血管的内壁上

血管疾病是大、中肌肉动脉的一种病理状态，由内皮细胞功能障碍引发。由于病原体等因素，氧化的低密度脂蛋白颗粒和其他炎症刺激内皮细胞变得活跃。该过程导致血管壁增厚，形成由增殖的平滑肌细胞、巨噬细胞和淋巴细胞组成的斑块。斑块导致血流受限，减少到达某些器官的氧气和营养物质的量。该斑块也可能破裂，导致凝块形成。

## 诊断
由于血管疾病可引起多种症状，因此诊断血管疾病可能很复杂。回顾患者的家族史和进行体格检查是做出诊断的重要步骤。体检可能因疑似血管疾病的类型而异。例如，在外周血管疾病的情况下，体检包括检查患者腿部的血流。

## 治疗

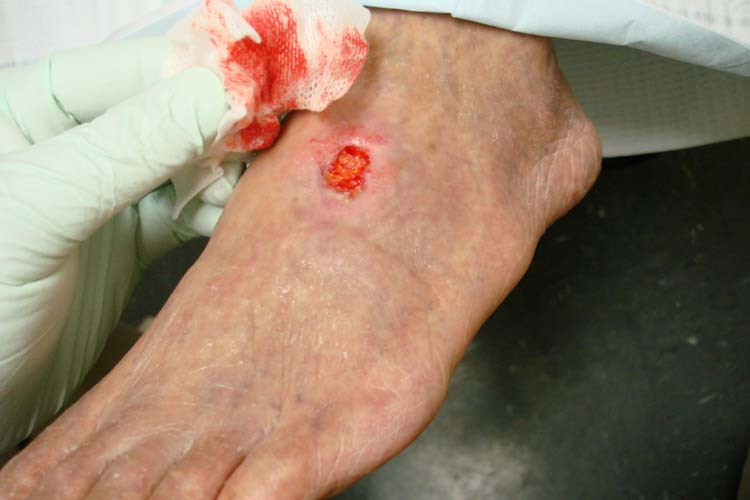
外周血管疾病-溃疡

治疗因所治疗的血管疾病类型而异。在治疗肾动脉疾病方面，2014年的一项研究表明，球囊血管成形术可以改善舒张压，并可能减少抗高血压药物的需求。对于四肢动脉疾病，预防并发症的治疗很重要； 未经治疗，可能会出现疮或坏疽（组织死亡）。
通常，血管疾病的治疗可能包括：
- 降低胆固醇水平
- 降低血压
- 降低血糖
- 饮食变化
- 增加体育锻炼
- 减肥
- 戒烟
- 减压

## 延伸阅读
- . The Lancet. 2012-08, 380 (9841). ISSN 0140-6736. PMC 3437972 . PMID 22607822. doi:10.1016/s0140-6736(12)60367-5.